# Ryan Gravenberch
Ryan Gravenberch, né le 16 mai 2002 à Amsterdam aux Pays-Bas, est un footballeur international néerlandais jouant au poste de milieu de terrain au Liverpool FC.

## Carrière

### En club
Gravenberch a rejoint l'Académie des jeunes de l'Ajax Amsterdam en 2010, dont il a gravi progressivement les échelons des niveaux juniors. Le 7 juin 2018, il devient le premier récipiendaire du Trophée Abdelhak Nouri qui récompense le talent plus prometteur de l'Académie de l'Ajax. Il signe son premier contrat professionnel avec le club le jour même qui le lie au club jusqu'en 2021 .

#### Débuts professionnels avec le Jong Ajax
Il fait ses débuts professionnels avec l'équipe réserve de l'Ajax lors d'un match de Keuken Kampioen Divisie contre le FC Dordrecht (victoire 5-2) le 24 août 2018. Le 14 décembre 2018 il marque le premier but de sa carrière professionnelle avec la réserve de l'Ajax lors d'une victoire 3-2 contre Almere City.

#### Équipe première
Il dispute son premier match avec l'équipe première de l'Ajax le 23 septembre 2018, en entrant sur le terrain à la 83e minute (en remplacement de David Neres) lors de la défaite 3-0 contre le PSV Eindhoven. Âgé de 16 ans, 4 mois et 7 jours au moment de la rencontre, il devient ainsi le plus jeune joueur de l'Ajax à prendre part à une rencontre d'Eredivisie, surpassant le record établi par Clarence Seedorf (16 ans, 6 mois et 20 jours) vingt-six ans auparavant.
Le 8 mai 2020, il est inclus dans le top 50 — à la 30e position — des meilleurs jeunes au niveau mondial par le site spécialisé de Football Talent Scout.
Le 21 octobre 2020, il joue son premier match de Ligue des Champions en étant titulaire 90 minutes face à Liverpool lors d'une défaite 0-1 de son équipe à domicile. Le 25 novembre de la même année il inscrit son premier but dans la compétition face au FC Midtjylland. Titulaire ce jour-là, c'est lui qui ouvre le score et son équipe s'impose par trois buts à un.
En octobre 2021, il fait partie de la liste des 20 finalistes pour le trophée du Golden Boy,. Il est sacré Champion des Pays-Bas lors de la saison 2021-2022,.

#### Bayern Munich
Ryan Gravenberch rejoint le Bayern Munich lors de l'été 2022. Le transfert est annoncé le 13 juin 2022 et il signe un contrat courant jusqu'en juin 2027.

#### Liverpool FC
Au mercato d'été 2023, il s'engage jusqu’en 2028 (et une année de plus en option) avec le club anglais de Liverpool FC pour un montant de 45 M€ (bonus inclus).
Gravenberch marque son premier but pour Liverpool le 5 octobre 2023, lors d'une rencontre de phase de groupe de la Ligue Europa 2023-2024 face au Royale Union saint-gilloise. Il contribue à la victoire de son équipe par deux buts à zéro. Il inscrit son premier but en Premier League le 21 avril 2024 face au Fulham FC. Il est titularisé et participe à la victoire de son équipe par trois buts à un.

### En sélection nationale

#### U15
Gravenberch a fait ses débuts dans les équipes jeunes des Pays-Bas lorsqu'il avait 14 ans et 8 mois et demi, le 31 janvier 2017, à l'occasion d'un match amical contre l'Irlande U15 aisément remporté (victoire 5-1),.

#### U17
Par la suite, il participe avec les moins de 17 ans au championnat d'Europe des moins de 17 ans en 2018. Lors de cette compétition, il joue quatre matchs dont la finale, que les Pays-Bas remportent en battant l'Italie aux tirs au but après un match nul (2-2),.

#### U21
Le 4 septembre 2020, Gravenberch joue son premier match avec les espoirs face à la Biélorussie. Il est titularisé puis remplacé par Ludovit Reis et son équipe s'impose largement pas sept buts à zéro.

#### Avec les A
En novembre 2020, Ryan Gravenberch est appelé pour la première fois avec l'équipe nationale des Pays-Bas par le sélectionneur Frank de Boer. Il reste toutefois sur le banc des remplaçants sans entrer en jeu lors de ce rassemblement. Le 24 mars 2021, il honore sa première sélection avec l'équipe nationale des Pays-Bas face à la Turquie. Il entre en jeu à la place de Daley Blind lors de cette rencontre perdue par son équipe (4-2). Il inscrit son premier but en sélection le 6 juin 2021 lors d'un match amical contre la Géorgie. Il entre en jeu à la place de Frenkie de Jong et son équipe l'emporte par trois buts à zéro ce jour-là. Le mois suivant il dispute son premier tournoi international lors de l'Euro 2020. 
Le 29 mai 2024, il figure dans la liste des 26 joueurs néerlandais retenus par Ronald Koeman pour participer à l'Euro 2024.

## Vie privée
Le grand frère de Ryan, Danzell Gravenberch, est également footballeur professionnel. Son agent était Mino Raiola. 
L'équipementier de Ryan Gravenberch est Adidas.

## Statistiques
| Saison                | Club                  | Championnat           | Championnat | Championnat | Championnat | Coupe nationale | Coupe nationale | Coupe nationale | Coupe de la Ligue | Coupe de la Ligue | Coupe de la Ligue | Supercoupe | Supercoupe | Supercoupe | Compétition(s) continentale(s) | Compétition(s) continentale(s) | Compétition(s) continentale(s) | Compétition(s) continentale(s) | Total | Total | Total |
| Saison                | Club                  | Division              | M.          | B.          | P.d.        | M.              | B.              | P.d.            | M.                | B.                | P.d.              | M.         | B.         | P.d.       | Comp.                          | M.                             | B.                             | P.d.                           | M.    | B.    | P.d.  |
| 2018-2019             | Ajax Amsterdam        | Eredivisie            | 1           | 0           | 0           | 1               | 1               | 0               | -                 | -                 | -                 | -          | -          | -          | C1                             | -                              | -                              | -                              | 2     | 1     | 0     |
| 2019-2020             | Ajax Amsterdam        | Eredivisie            | 9           | 2           | 1           | 2               | 1               | 0               | -                 | -                 | -                 | -          | -          | -          | C1+C3                          | 0+1                            | 0+0                            | 0+0                            | 12    | 3     | 1     |
| 2020-2021             | Ajax Amsterdam        | Eredivisie            | 32          | 3           | 5           | 4               | 1               | 0               | -                 | -                 | -                 | -          | -          | -          | C1+C3                          | 6+5                            | 1+0                            | 0+1                            | 47    | 5     | 6     |
| 2021-2022             | Ajax Amsterdam        | Eredivisie            | 30          | 2           | 5           | 3               | 1               | 0               | -                 | -                 | -                 | 1          | 0          | 0          | C1                             | 8                              | 0                              | 1                              | 42    | 3     | 6     |
| Sous-total            | Sous-total            | Sous-total            | 72          | 7           | 11          | 10              | 4               | 0               | -                 | -                 | -                 | 1          | 0          | 0          | -                              | 20                             | 1                              | 2                              | 103   | 12    | 13    |
| 2022-2023             | Bayern Munich         | Bundesliga            | 24          | 0           | 0           | 2               | 1               | 1               | -                 | -                 | -                 | 1          | 0          | 0          | C1                             | 6                              | 0                              | 0                              | 33    | 1     | 1     |
| 2023-2024             | Bayern Munich         | Bundesliga            | 1           | 0           | 0           | -               | -               | -               | -                 | -                 | -                 | -          | -          | -          | C1                             | -                              | -                              | -                              | 1     | 0     | 0     |
| Sous-total            | Sous-total            | Sous-total            | 25          | 0           | 0           | 2               | 1               | 1               | -                 | -                 | -                 | 1          | 0          | 0          | -                              | 6                              | 0                              | 0                              | 34    | 1     | 1     |
| 2023-2024             | Liverpool FC          | Premier League        | 26          | 1           | 0           | 3               | 1               | 0               | 5                 | 0                 | 1                 | -          | -          | -          | C3                             | 5                              | 2                              | 1                              | 39    | 4     | 2     |
| 2024-2025             | Liverpool FC          | Premier League        | 37          | 0           | 4           | -               | -               | -               | 3                 | 0                 | 0                 | -          | -          | -          | C1                             | 9                              | 0                              | 0                              | 49    | 0     | 4     |
| Sous-total            | Sous-total            | Sous-total            | 63          | 1           | 4           | 3               | 1               | 1               | 8                 | 0                 | 1                 | -          | -          | -          | -                              | 14                             | 2                              | 1                              | 88    | 4     | 7     |
| Total sur la carrière | Total sur la carrière | Total sur la carrière | 160         | 8           | 15          | 15              | 6               | 1               | 8                 | 0                 | 1                 | 2          | 0          | 0          | -                              | 40                             | 3                              | 3                              | 225   | 17    | 20    |

## Palmarès

### En club
| Ajax (4) | Bayern Munich (2)                                                                                     | Liverpool (2)                                                                                         |
| --- | --- | --- |
| - Eredivisie (3) - Champion : 2019, 2021 et 2022 - Coupe des Pays-bas (1) - Vainqueur : 2021 - Supercoupe des Pays-bas - Finaliste : 2021 | - Bundesliga (1) - Champion : 2023 - Supercoupe d'Allemagne (1) - Vainqueur : 2022 - Finaliste : 2023 | - Premier League (1) - Champion : 2025 - Coupe de la Ligue (1) - Vainqueur : 2024 - Finaliste en 2025 |

### En sélection
| Pays-Bas -17 ans - Championnat d'Europe des moins de 17 ans - Champion en 2018 |

### Distinctions individuelles
- Membre de l'équipe-type de la saison de Premier League en 2024-2025.